# Túneles del Monrepós
Los Túneles del Monrepós son un conjunto de túneles carreteros concebidos para superar el puerto prepirenaico del Monrepós (entre las ciudades de Huesca y Sabiñánigo). En la actualidad existen 10 viejos túneles en desuso y 7 túneles pertenecientes a la  A-23  (Autovía Mudéjar o Autovía de Valencia a Francia por Aragón) y  E-7  (Recorrido Europeo n.º 7).
La longitud conjunta de los 7 túneles es de 8.312 m (sin contar los aprox. 1.025 metros que suman los 10 antiguos túneles, ni los 3,5 km que suman las 2 galerías de evacuación), siendo una de las mayores y más importantes concentraciones de túneles de toda España. Otras infraestructuras destacables son los más de veinte viaductos con una longitud conjunta aproximada de 2 kilómetros y 2 aleros de protección de 40 y 250 metros, el 2° de estos proyectado tras el derrumbamiento de 300 toneladas de rocas sobre la calzada en marzo de 2016.

## Antiguos túneles del Monrepós

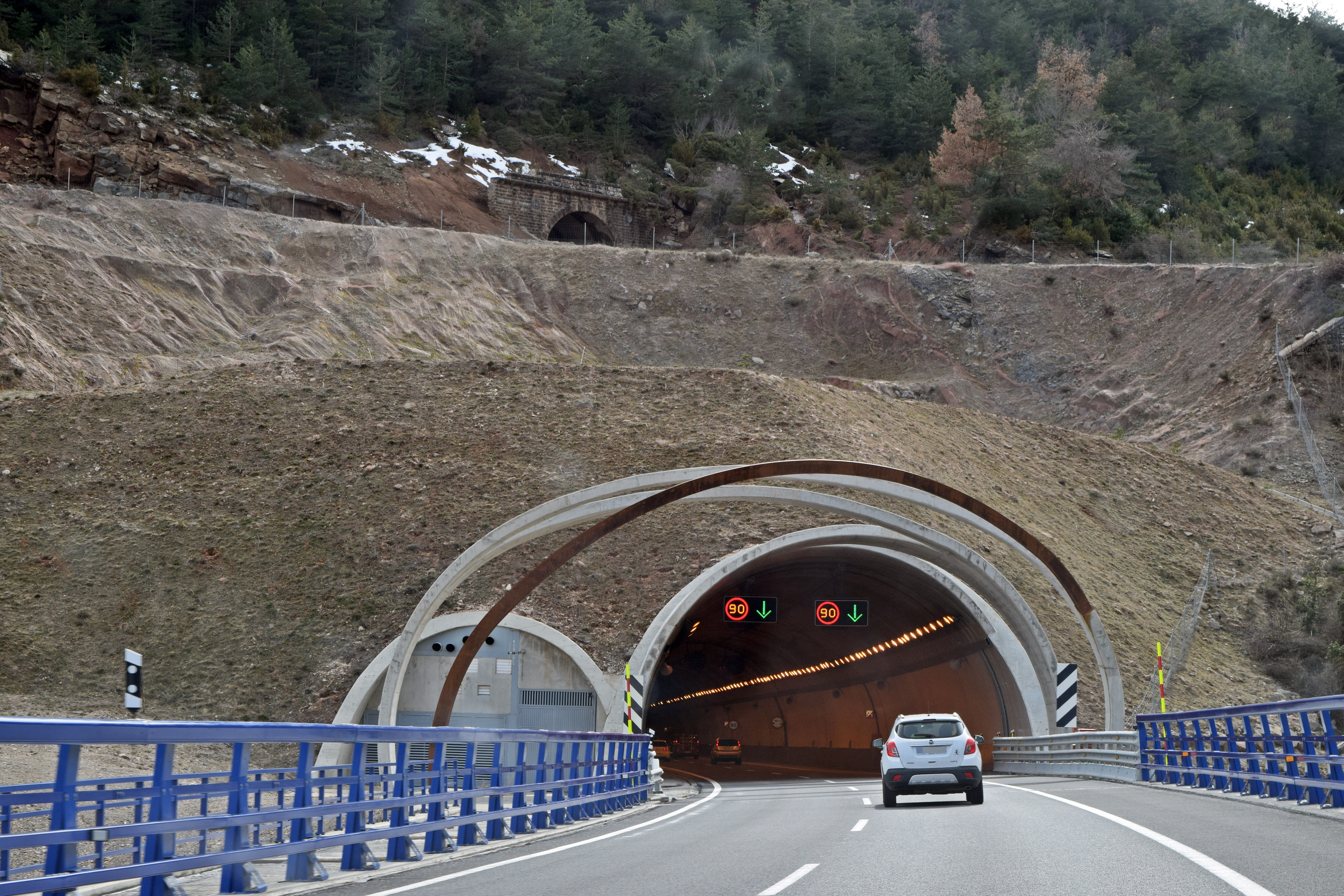
Túnel del Monrepós 2 nuevo (abajo) y Antiguo Túnel de Manzanera (arriba).

### Túnel de la Manzanera (Túnel viejo del Monrepós)
Es el primer túnel que se construyó en la cima del puerto, tiene una longitud aproximada de 590 m y se ubica en la cota 1.265 m s. n. m. (aprox.), su construcción evitó ascender a la cota 1.348 (a la que se encuentra el collado de Manzanera) y supuso un ahorro en distancia de 2.500 m. Actualmente esta carretera se emplea como vía de servicio aunque en invierno suele ser intransitable. A la salida norte del túnel se encuentra un imponente viaducto sobre el río Flumen, que data de 1946 y que salva el río con un arco de 40 metros y dos tramos de unos 20 metros a ambos lados del arco.

### Antiguos túneles de la vertiente sur
Son una sucesión de 9 pequeños túneles ubicados en la antigua carretera (hoy vía de servicio), entre Nueno y el embalse de Arguis. La longitud aproximada de cada túnel comenzando desde Nueno es de 58, 58, 33, 44, 6, 104, 40, 71 y 21 metros, sumando un total aproximado de 435 metros. Esta vía es la antigua C-136 (de Huesca a Francia por Sallent de Gállego). La carretera fue inaugurada oficialmente en 1946 empleando las vías abiertas por los ejércitos contendientes en la Guerra Civil, además de algunas comunicaciones tradicionales. Dicha vía fue ensanchada en la década de los 60 hasta los 7 metros y ya en la década de los 70 se hizo patente la necesidad de una nueva variante de mayor capacidad para superar el Prepirineo aragonés, siendo Oroel y Monrepós las dos principales opciones.

## Túneles de Monrepós o Túneles del Alto Aragón 1 y 2 (N-330)
Se trata de dos túneles monotubos consecutivos de tres carriles y con una longitud de 1.449 y 609 metros (6º y 10º túneles carreteros de Aragón por longitud). Se concibieron y construyeron en la década de 1980 (construcción de la variante entre 1983 y 1993) como mejora del acceso al Pirineo aragonés ya que la antigua carretera estaba a punto de colapsar. Estos nuevos túneles supusieron rebajar otros 100 metros la cota a la que se salva el puerto de Monrepós, evitando buena parte de los problemas invernales. Además, supusieron un nuevo ahorro de distancia, esta vez de 3,2 kilómetros, así como el paso de una carretera sinuosa (300 curvas) y estrecha (dos carriles de 3,5 metros sin arcén) a una amplia carretera moderna de triple carril (2 carriles + un carril para vehículos lentos + arcenes practicables). La excavación y el vaciado de estos 2 túneles fue realizada por la empresa Dumez Copisa entre 1984 y 1987. Una vez finalizada la variante la vía pasó a denominarse N-330 en 1993, relegando a vía secundaria al puerto de Oroel que hasta entonces había sido la carretera principal. Otras infraestructuras relevantes de la moderna N-330 son una docena de viaductos con una longitud conjunta aproximada de 500 metros.
Tras ser calificados por un estudio de EuroTAP y RACC en 2006 como unos de los túneles más inseguros de España fueron sometidos a una revisión integral de seguridad en la que se instalaron 2 puestos de operación, 2 estaciones remotas de comunicación (ERU), 4 paneles de señalización variable, 26 cámaras de circuito interno de televisión, 7 detectores de CO2, 28 ventiladores, 20 armarios de SOS y 1.500 metros de 'Hilo de Ariadna'.(Línea de Vida Metálica para Rescate).

## Túneles de la A-23
El incremento de los tráficos hacia el Pirineo, junto con las necesidades de crear un corredor de alta capacidad Cataluña-País Vasco por Huesca y de dotar a España de una nueva salida hacia Europa por el Pirineo central, obligaron a la ejecución de esta nueva actuación en el Monrepós. Tras barajar varias opciones, como la ejecución de un gran túnel a baja cota para uno de los sentidos de la autovía, finalmente se optó por el aprovechamiento de la actual calzada de la N-330 para uno de los sentidos de la autovía y de la ejecución de una nueva calzada más o menos paralela que atravesará el puerto con un rosario de viaductos y 4 nuevos túneles.

### Túnel de Nueno

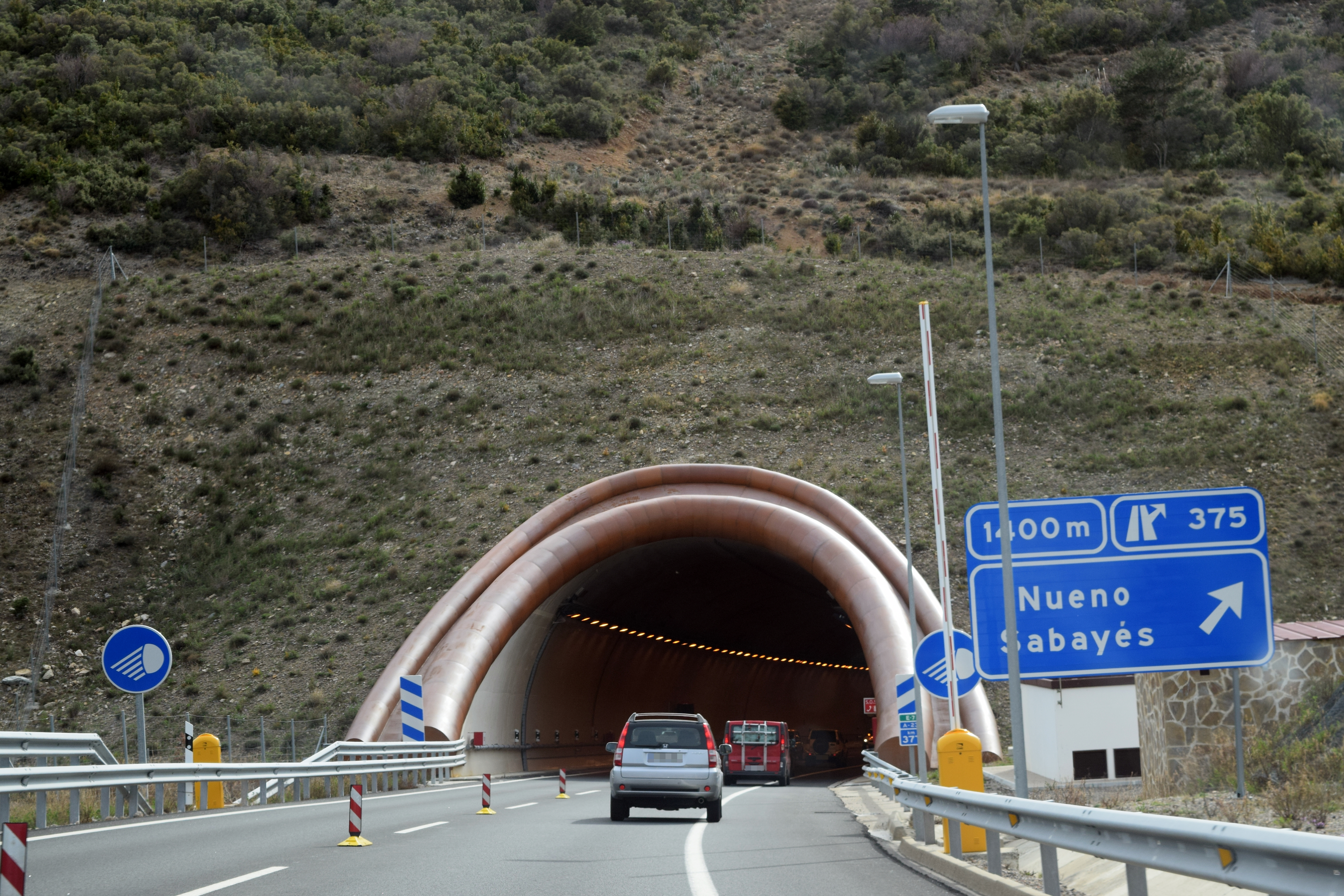
Túnel de Nueno, boca norte.

Se ubica en el congosto del Isuela, entre las localidades de Arguis y Nueno, en el inicio de la vertiente sur del Puerto. El congosto del río Isuela es una zona muy estrecha y delicada medioambientalmente por lo que en este tramo la autovía se ha concebido como un desdoblamiento de la N-330, en ocasiones con las calzadas paralelas y en ocasiones con calzadas independientes.
El túnel del congosto del Isuela tiene 494 metros y es un túnel monotubo de doble carril y dirección única. Se integra en el tramo de la A-23 "Nueno-Congosto del Isuela", que tiene 5 km y cuyas obras fueron licitadas el 29 de enero de 2006 con un presupuesto de 33,1 millones de euros. Este tramo fue inaugurado en julio de 2014. Otras infraestructuras relevantes de este tramo son 3 viaductos de 315, 202 y 140 metros.

### Túnel de Arguis
Se ubica poco antes de ascender hasta la localidad de Arguis, en la parte media de la vertiente sur del Puerto. 
El túnel de Arguis tiene una longitud de 1.000 metros (7º de túnel carretero de Aragón por longitud) y es un túnel monotubo de doble calzada.
Se integra dentro del tramo de la A-23 "Congosto del Isuela-Arguis" que tiene 3,296 km y las obras fueron licitadas el 19 de diciembre de 2006 con un presupuesto de 64,9 millones de euros (64,9 M€). Las obras fueron paralizadas en 2010, cuando ya se habían perforado cerca de 500 metros de este nuevo túnel y retomadas en 2015. Otras infraestructuras destacables de este tramo son 3 viaductos de 60, 40 y 13 metros.
Es el único de los 4 nuevos túneles que se ubica al este de la N-330.

### Túnel del Monrepós 3 o del Alto Aragón 3
Se ubica justo en el Alto de Monrepós y es un túnel gemelo del túnel del Alto Aragón 1 (o de Monrepós 1).
El túnel del Alto Aragón 3 tiene 1.484 metros (5º túnel carretero de Aragón, tras, Somport, Bielsa, Caldearenas y Pedralba por longitud y 62° de España) y es un túnel monotubo de doble calzada, que además tiene otro túnel paralelo como galería de evacuación tanto del Túnel n.º 1, como de este túnel n.º 3. 
Se integra dentro del tramo de la A-23 "Arguis-Alto de Monrepós" cuyas obras fueron licitadas el 2 de octubre de 2006 con un presupuesto de 63,12 mll. de euros, aunque finalmente requirió una inversión de 76 mll. de euros. Otra infraestructura destacable de este tramo es el viaducto de 47 metros que salva el río Flumen en el acceso norte al túnel.
Este tramo fue inaugurado en octubre de 2014.

### Túnel de Caldearenas
Se ubica justo en el Alto de Monrepós y en su primer tramo es un túnel gemelo del túnel del Alto Aragón 2 (o de Monrepós 2), mientras que en el resto de su trazado sirve para ahorrar 2600 metros en el descenso del Puerto en sentido Jaca.
Con 2.885 metros de longitud es el túnel más largo de todo en conjunto y el 3º túnel carretero de Aragón (tras Somport y Bielsa) y 13º de España por longitud, de igual modo que el resto de túneles del desdoblamiento de la N-330 en A-23 es monotubo de doble calzada y en este caso se ha previsto una pendiente máxima del 3% y una galería paralela de evacuación de 2 km. Se túnel supone un ahorro de 2,6 km en uno de los sentidos de la autovía.
Se integra dentro del tramo de la A-23 "Alto de Monrepós-Caldearenas" cuyas obras fueron licitadas el 12 de diciembre de 2008 con un presupuesto de 97,2 millones de euros. Otras infraestructuras destacables de este tramo son los viaductos de Pilón y de Palomar de 35 y 175 metros respectivamente.

### Túnel de Escusaguás
Se integra en el tramo de la A-23 Caldearenas-Lanave (el puerto de Monrepós termina en el río Guarga, antes de Lanave). Las obras fueron licitadas por 78,3 mill. de euros. Se paralizaron en 2010 con un grado de ejecución del 33% y se retomaron en  mayo de 2014.
El túnel tiene una longitud de 394 metros de longitud, es monotubo, de doble carril y es usado para la calzada en sentido Jaca. Otras infraestructuras destacables de este tramo son los viaductos de, río Guarga, arroyo de Atos y barranco del Fontanal. Destacando el que cruza el río Guarga con 350 metros de longitud.

## Edificio de control de los túneles
El edificio está junto a la Hospedería de Arguis, contiguo al trazado de la N-330/A-23. El edificio se inauguró en 2012, tuvo un coste de 4,5 mill. de euros, tiene una superficie útil de 2400 m² distribuida en 3 plantas y es un cubo de aspecto futurista inspirado en las esculturas de Jorge Oteiza denominadas Cajas metafísicas. Este centro controla y supervisa todos los túneles de entidad del Prepirineo oscense. En total 10 tubos con una longitud total de más de 10 km.